# 莆田地区
莆田地区，福建省已撤消的地区。
1971年由闽侯专区改置。在今福建省东部。辖莆田、仙游、闽侯、闽清、永泰、长乐、福清、平潭等县。行政公署驻莆田县（今莆田市区）。1973年闽侯县划归福州市。
1983年4月28日，国务院《国函[1983]80号》撤消莆田地区，莆田、仙游2县划归晋江地区，闽清、永泰、长乐、福清、平潭5县划归福州市。但莆田行署机构随即转为莆田市机构，晋江地区未实际接管莆田、仙游2县。1983年9月9日，国务院《国函[1983]184号》决定以莆田县城厢镇、涵江镇等设立地级莆田市及城厢区、涵江区，晋江地区的莆田、仙游2县划归莆田市。